# خط مرزی (فیلم ۱۹۸۰)
خط مرزی (به انگلیسی: Borderline) یک فیلم سینمایی آمریکایی در ژانر درام محصول سال ۱۹۸۰ میلادی به کارگردانی جرولد فریدمن و بازیگران اصلی این فیلم چارلز برانسون، اد هریس، جیمز ویکتور و برونو کیربی هستند.